# Metal Queen
Metal Queen är den kanadensiska rocksångerskan Lee Aarons andra album. Det släpptes i februari 1984. Hon har själv skrivit alla låtar, med hjälp av hennes bandmedlemmar George Bernhardt, John Albani, Jack Meli och Doug Raymond.

## Låtar
1. "Metal Queen" - 5:00
2. "Lady of the Darkest Night" - 4:53
3. "Head Above Water" - 3:43
4. "Got to Be the One" - 5:15
5. "Shake It Up" - 3:09
6. "Deceiver" - 3:26
7. "Steal Away Your Love" - 4:21
8. "Hold Out" - 3:41
9. "Breakdown" - 3:37
10. "We Will Be Rockin'" - 3:28